# Mike Tredgett
Michael Graham „Mike“ Tredgett, MBE (* 5. April 1949) ist ein ehemaliger englischer Badmintonspieler.

## Karriere
Mike Tredgett war ein Allrounder – er konnte in allen drei Männerdisziplinen (Einzel, Doppel und Mixed) internationale Titel erringen. Zu seinen größten Erfolgen zählen drei Europameistertitel im Herrendoppel, zwei Europameistertitel im Mixed, drei Europameistertitel mit dem englischen Team sowie zweimal Silber und dreimal Bronze bei Weltmeisterschaften.

## Sportliche Erfolge
| Saison    | Veranstaltung                               | Disziplin    | Platz | Name |
| --------- | ------------------------------------------- | ------------ | ----- | --- |
| 1969      | Wales: Internationale Meisterschaften       | Herrendoppel | 1     | Mike Tredgett / A. Finch |
| 1971      | Welsh International                         | Herreneinzel | 1     | Mike Tredgett |
| 1971      | Welsh International                         | Mixed        | 1     | Mike Tredgett / Kathleen Whiting |
| 1972      | Kanada: Internationale Meisterschaften      | Herrendoppel | 1     | Mike Tredgett / Ray Stevens |
| 1972      | All England                                 | Herrendoppel | 2     | Ray Stevens / Mike Tredgett |
| 1973      | England: Einzelmeisterschaften              | Herrendoppel | 1     | Ray Stevens / Mike Tredgett |
| 1974      | Europameisterschaft                         | Herrendoppel | 3     | Ray Stevens / Mike Tredgett |
| 1974      | Niederlande: Internationale Meisterschaften | Herrendoppel | 1     | Ray Stevens / Mike Tredgett |
| 1974      | All England                                 | Mixed        | 3     | Mike Tredgett / Margaret Boxall |
| 1974      | All England                                 | Herrendoppel | 3     | Ray Stevens / Mike Tredgett |
| 1974      | Europameisterschaft                         | Mixed        | 3     | Mike Tredgett / Barbara Giles |
| 1974/1975 | Deutschland: Internationale Meisterschaften | Herrendoppel | 3     | Mike Tredgett / Ray Stevens |
| 1975      | Schweden: Internationale Meisterschaften    | Mixed        | 1     | Mike Tredgett / Nora Gardner |
| 1975      | Schweden: Internationale Meisterschaften    | Herrendoppel | 1     | Ray Stevens / Mike Tredgett |
| 1975      | Niederlande: Internationale Meisterschaften | Herrendoppel | 1     | Ray Stevens / Mike Tredgett |
| 1975      | Kanada: Internationale Meisterschaften      | Herrendoppel | 1     | Mike Tredgett / Ray Stevens |
| 1975/1976 | Deutschland: Internationale Meisterschaften | Mixed        | 1     | Mike Tredgett / Nora Gardner |
| 1976      | England: Einzelmeisterschaften              | Herrendoppel | 1     | Ray Stevens / Mike Tredgett |
| 1976      | Europameisterschaft                         | Herrendoppel | 1     | Ray Stevens / Mike Tredgett |
| 1976      | Kanada: Internationale Meisterschaften      | Herrendoppel | 1     | Mike Tredgett / Ray Stevens |
| 1976      | Europameisterschaft                         | Mixed        | 3     | Mike Tredgett / Nora Gardner |
| 1976      | All England                                 | Mixed        | 2     | Mike Tredgett / Nora Gardner |
| 1976      | Scottish Open                               | Herrendoppel | 1     | Ray Stevens / Mike Tredgett |
| 1977      | All England                                 | Mixed        | 2     | Mike Tredgett / Nora Perry |
| 1977      | Weltmeisterschaft                           | Herrendoppel | 3     | Ray Stevens / Mike Tredgett |
| 1977      | England: Einzelmeisterschaften              | Mixed        | 1     | Mike Tredgett / Nora Gardner |
| 1977      | England: Einzelmeisterschaften              | Herrendoppel | 1     | Ray Stevens / Mike Tredgett |
| 1977      | Weltmeisterschaft                           | Mixed        | 3     | Mike Tredgett / Nora Perry |
| 1978      | Europameisterschaft                         | Mannschaft   | 1     | England (Ray Stevens, Mike Tredgett, Derek Talbot, Karen Bridge, Jane Webster, Nora Perry, Barbara Sutton, Anne Statt, Gillian Gilks, Susan Whetnall) |
| 1978      | Europameisterschaft                         | Mixed        | 1     | Mike Tredgett / Nora Perry |
| 1978      | All England                                 | Mixed        | 1     | Mike Tredgett / Nora Perry |
| 1978      | England: Einzelmeisterschaften              | Herrendoppel | 1     | Ray Stevens / Mike Tredgett |
| 1978      | Schweden: Internationale Meisterschaften    | Mixed        | 1     | Mike Tredgett / Nora Perry |
| 1978      | Europameisterschaft                         | Herrendoppel | 1     | Ray Stevens / Mike Tredgett |
| 1978      | Schottland: Internationale Meisterschaften  | Herrendoppel | 1     | Derek Talbot / Mike Tredgett |
| 1978      | England: Einzelmeisterschaften              | Mixed        | 1     | Mike Tredgett / Nora Perry |
| 1978      | Niederlande: Internationale Meisterschaften | Mixed        | 1     | Mike Tredgett / Nora Perry |
| 1978      | Wales: Internationale Meisterschaften       | Herreneinzel | 1     | Mike Tredgett |
| 1979      | England: Einzelmeisterschaften              | Herrendoppel | 1     | Ray Stevens / Mike Tredgett |
| 1979      | Wales: Internationale Meisterschaften       | Mixed        | 1     | Mike Tredgett / Nora Perry |
| 1979      | All England                                 | Mixed        | 2     | Mike Tredgett / Nora Perry |
| 1979      | England: Einzelmeisterschaften              | Mixed        | 1     | Mike Tredgett / Nora Perry |
| 1979      | Schweden: Internationale Meisterschaften    | Mixed        | 1     | Mike Tredgett / Nora Perry |
| 1979      | Wales: Internationale Meisterschaften       | Herrendoppel | 1     | Ray Stevens / Mike Tredgett |
| 1979/1980 | Dänemark: Internationale Meisterschaften    | Mixed        | 1     | Mike Tredgett / Nora Perry |
| 1980      | Schottland: Internationale Meisterschaften  | Herrendoppel | 1     | Ray Stevens / Mike Tredgett |
| 1980      | All England                                 | Mixed        | 1     | Mike Tredgett / Nora Perry |
| 1980      | All England                                 | Herrendoppel | 2     | Ray Stevens / Mike Tredgett |
| 1980      | Schottland: Internationale Meisterschaften  | Mixed        | 1     | Mike Tredgett / Karen Chapman |
| 1980      | Europameisterschaft                         | Mixed        | 1     | Mike Tredgett / Nora Perry |
| 1980      | Weltmeisterschaft                           | Mixed        | 2     | Mike Tredgett / Nora Perry |
| 1980      | England: Einzelmeisterschaften              | Mixed        | 1     | Mike Tredgett / Nora Perry |
| 1980      | Kanada: Internationale Meisterschaften      | Mixed        | 1     | Mike Tredgett / Nora Perry |
| 1980      | Europameisterschaft                         | Herrendoppel | 3     | Mike Tredgett / Ray Stevens |
| 1980      | Kanada: Internationale Meisterschaften      | Herrendoppel | 1     | Mike Tredgett / Ray Stevens |
| 1980      | England: Einzelmeisterschaften              | Herrendoppel | 1     | Ray Stevens / Mike Tredgett |
| 1980/1981 | Dänemark: Internationale Meisterschaften    | Mixed        | 1     | Mike Tredgett / Nora Perry |
| 1981      | England: Einzelmeisterschaften              | Herrendoppel | 1     | Ray Stevens / Mike Tredgett |
| 1981      | Wales: Internationale Meisterschaften       | Mixed        | 1     | Mike Tredgett / Nora Perry |
| 1981      | All England                                 | Mixed        | 1     | Mike Tredgett / Nora Perry |
| 1981      | England: Einzelmeisterschaften              | Mixed        | 1     | Mike Tredgett / Nora Perry |
| 1982      | Niederlande: Internationale Meisterschaften | Herrendoppel | 1     | Martin Dew / Mike Tredgett |
| 1982      | Europameisterschaft                         | Herrendoppel | 2     | Martin Dew / Mike Tredgett |
| 1982      | Europameisterschaft                         | Mixed        | 2     | Mike Tredgett / Nora Perry |
| 1982      | Europameisterschaft                         | Mannschaft   | 1     | England (Martin Dew, Gillian Gilks, Mike Tredgett, Nora Perry, Gillian Clark, Helen Troke, Karin Bridge, Nick Yates, Ray Stevens, Steve Baddeley)     |
| 1982      | Japan Open                                  | Mixed        | 1     | Mike Tredgett / Nora Perry |
| 1982/1983 | Deutschland: Internationale Meisterschaften | Herrendoppel | 1     | Mike Tredgett / Martin Dew |
| 1983      | All England                                 | Herrendoppel | 2     | Mike Tredgett / Martin Dew |
| 1983      | England: Einzelmeisterschaften              | Herrendoppel | 1     | Martin Dew / Mike Tredgett |
| 1983      | Weltmeisterschaft                           | Mixed        | 3     | Mike Tredgett / Karen Chapman |
| 1983      | England: Einzelmeisterschaften              | Mixed        | 1     | Mike Tredgett / Gillian Clark |
| 1983      | Weltmeisterschaft                           | Herrendoppel | 2     | Mike Tredgett / Martin Dew |
| 1983      | Wales: Internationale Meisterschaften       | Herrendoppel | 1     | Mike Tredgett / Dipak Tailor |
| 1983/1984 | Deutschland: Internationale Meisterschaften | Herrendoppel | 1     | Mike Tredgett / Martin Dew |
| 1984      | Wales: Internationale Meisterschaften       | Herrendoppel | 1     | Mike Tredgett / Martin Dew |
| 1984      | Europameisterschaft                         | Mixed        | 3     | Mike Tredgett / Karen Chapman |
| 1984      | All England                                 | Herrendoppel | 2     | Mike Tredgett / Martin Dew |
| 1984      | Europameisterschaft                         | Herrendoppel | 1     | Martin Dew / Mike Tredgett |
| 1984      | Wales: Internationale Meisterschaften       | Mixed        | 1     | Mike Tredgett / Karen Chapman |
| 1984      | England: Einzelmeisterschaften              | Herrendoppel | 1     | Martin Dew / Mike Tredgett |
| 1984      | Europameisterschaft                         | Mannschaft   | 1     | England (Steve Baddeley, Helen Troke, Sally Podger, Karen Beckman, Martin Dew, Mike Tredgett)                                                         |
| 1985      | England: Einzelmeisterschaften              | Herrendoppel | 1     | Steve Baddeley / Mike Tredgett |
| 1987      | Irland: Internationale Meisterschaften      | Mixed        | 1     | Mike Tredgett / Karin Beckman |